# Вільховець (Обухівський район)
Вільхове́ць — село в Обухівському районі Київської області. Центр сільської ради якій підпорядковані села Семигори, Калинівка та Половецький Хутір. Населення — близько 600 жителів.

## Назва
Розташування  села  серед  вільхових зарослів, які раніше тут густо росли, очевидно і дали назву селу.

## Географія
Розташоване за 15 км від райцентру та від залізничної станції Богуслав. Рельєф складний — горби та долини. Селом тече струмок Безіменний.

## Історія
У липні 1668 у Вільховці відбулася битва між запорозькими козаками на чолі з Іваном Сірком і татарами, які в цій битві були розгромлені.
Перша письмова згадка про село датується 1700 роком в зв'язку з побудовою Свято-Михайлівська церква (перебудована у 1743 р.). На новому місці у 1880—1887 рр. побудована церква в ім'я Успіня Пресвятої Богородиці (нині діюча). Основне заняття населення — землеробство, тваринництво.
Події, що відбувались у селі 1920 року, зокрема нова російська окупація та продрозкладка стали основою для написання у 1968 році Т.Мельничук та П.Зелінського «Хліб насущний — червоний [Архівовано 29 грудня 2018 у Wayback Machine.]».
У січні 1921 р. махновці знищили групу продармійців з Богуслава на чолі з політпрацівником продзагону Г.Уколовим.
В 1922 р на території сільської ради створені перші колективні господарства — комуни, у які входили окремі селянські родини. В 1930 -х роках були організовані: колгоспи ім. Молотова, ім. Петровського, ім. Сталіна та «Червоний Хутір».
Як повідомляє в номері за 2 жовтня 1931 р. районна газета «Шлях колгоспника», колгосп «Червоний хутір» виконав план хлібозаготівлі лише на 22,1 % і був занасений на «чорну дошку». В 1932 р. постановою РКС від 02.01.1932 р. «За небажання організації хлібозаготівлі, за мляві темпи виконання плану, за бездіяльність» оголошена сувора догана правлінню колгоспу «Червоний хутір». В серпні 1933 року колгосп ім. Сталіна (голова Степенко), виконав план хлібозаготівлі на 2,6 %, колгосп ім. Молотова (голова Чорний) — на 3 % . Вони серед колгоспів, які «найганебніше відстають у виконанні плану хлібозаготівель.» У 1932 р. село занесено на «чорну дошку». Під час Голодомору 1932—1933 рр. у Вільховці померло 92 особи.
Село Вільхівець окуповане нацистськими військами у липні 1941 року. 7 серпня село зайняте радянськими танкістами, проте 11 серпня 1941 року нацисти знову зайняли село, встановилася нова окупаційна влада. На примусові роботи з Вільхівця вивезено 186 осіб.
6 лютого 1944 року 404 ОКАБ, 200 ОКАБ та 496 ОКАБ відвоювали Семигори, а 9 лютого Вільхівець. Під час відвоювання Вільхівця відзначились ст. лейтенант Світко, сержант Аркадій Сокол, бійці О. Юрківський, П.Шаров. З фронтів Другої Світової війни не повернулись 310 воїнів-земляків з сіл Вільхівця, Семигір, Половецького, Калинівки. Їх імена увіковічені пам'ятними знаками, встановленими в селах Вільхівець та Семигори.
У 1972 році вільхівецький колгосп ім. Горького об'єднався з москаленківським колгоспом ім. Шевченка. Утворилося нове господарство — колгосп ім. ХХІV з'їзду КПРС. З 1989 р. колгосп став називатися — колгосп ім. А. Синявського, з 1995 року — СТОВ «Вільхівець». В 1996 р. від'єдналися від господарства села Москаленки І Семигори. В Семигорах утворилося СТОВ «Семигори», а у Вільхівці СТОВ «Мрія». З 2006 року СТОВ «Мрія» — банкрут.
У Вільхівці загальноосвітня школа І — ІІІ ступеня, будинок культури, бібліотека, ФАП.

## Демографія
У 1790 році тут було 117 дворів і 923 жителі, в 1970 р. — 1156 жителів, а в 2007 році — 1032 жителі (по сільській раді: Вільхівець — 527, Семигори -329, Половецьке — 107, Калинівка — 69).

## Пам'ятки, визначні місця

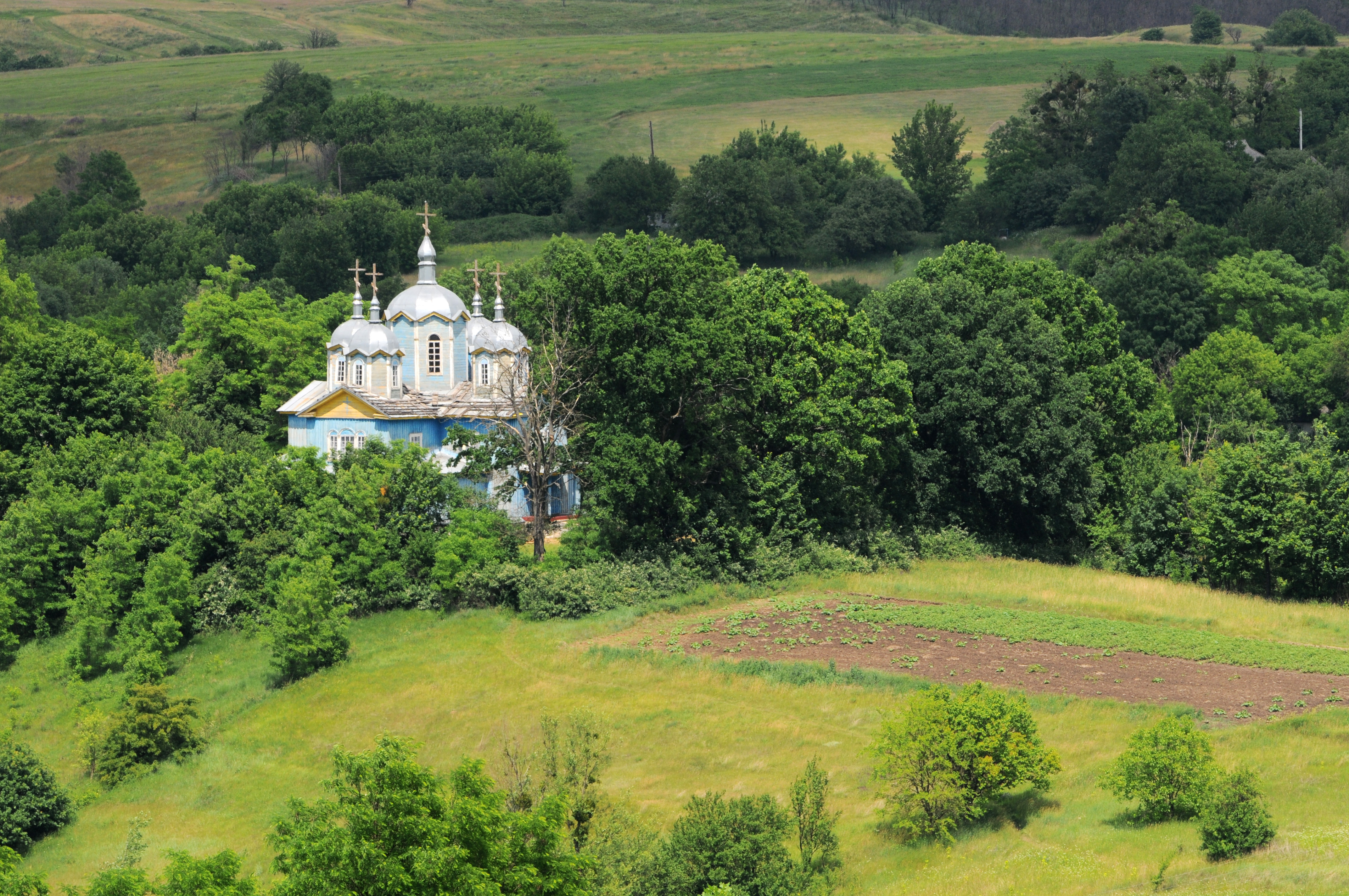
Успенська церква в селі Вільховець

### Архітектурні
- Успенська дерев'яна церква. Побудована 1867 року. Дев'ятидільного типу, з псевдовізантійськими мотивами у формі та декорі верхів[4][5][6].

## Відомі люди
- Хоменко Євтихій Петрович, 1890 року народження, с. Вільховець Богуславського району, українець, освіта початкова. Проживав у с. Вільховець, колгоспник. Київським обласним судом 27 липня 1938 року засуджений до 7 років позбавлення волі. Реабілітований у 1992 році.
- П'ятниченко Сава Федорович (1885 р.н.) — житель села, репресований радянською владою у 1932 р. засуджений на 3 роки ув'язнення. Реабілітований у 1989 р.
- Тараненко Валерія Несторівна — українська художниця тканин і килимів, уродженка села.
- Половець Юрій Миколайович — уродженець села, заслужений вчитель України.
- Коршак Іван Григорович — уродженець села, заслужений вчитель України.
- Гогуля Тарас Іванович (06.01.1946 р.н) — уродженець села, Заслужений лікар України.